# Global 500 Award
Der Global 500 Award ist ein ehemaliger Umweltpreis, der 1987 vom United Nations Environment Programme (UNEP) gestiftet wurde. Er wurde an Einzelpersonen oder Organisationen verliehen, die sich in herausragender Weise für den Schutz und die Verbesserung der Umwelt verdient gemacht haben. Seit 2005 wird statt dieses Preises der Champions of Earth Award verliehen.